# Renato Moicano
Renato ”Moicano” Carneiro, född 21 maj 1989 i Brasília, är en brasiliansk MMA-utövare som sedan 2014 tävlar i organisationen Ultimate Fighting Championship.